# 金慶熙
金慶熙（韓語：김경희），韓國電視劇導演。

## 作品列表

### 電視劇
- 2007年：MBC《Ground Zero》
- 2008年：MBC《Life特別調查團》
- 2009年：MBC《HERO》
- 2010年：MBC《Gloria》
- 2012年：MBC《兒子傢伙們》
- 2016年：MBC《好運羅曼史》
- 2016年：MBC《春日常在》
- 2020年：MBC《365：逆轉命運的1年》
- 2021年：MBC《哈囉！真熙》

## 外部連結
- NAVER （页面存档备份，存于）